# Aoxomoxoa
Aoxomoxoa ist das dritte Studioalbum der Band Grateful Dead.

## Entstehungsgeschichte
Die Band hatte schon mit den Aufnahmen begonnen, als die Firma Ampex den ersten 16-Spur-Rekorder entwickelte und auf den Markt brachte. Dies ermöglichte der Band, dass sie mehr Tonspuren als auf ihrem vorherigen Album Anthem of the Sun aufnehmen konnte. Es bedeutete andererseits auch, dass die Band sich für die Produktion des Albums acht Monate Zeit nahm, um sich selbst mit der neuen Technik und ihren Möglichkeiten vertraut zu machen. Jerry García kommentierte dies später, „dass dies ihr erstes Abenteuer mit dem 16-Spur-Rekorder war und sie dazu neigten, zuviel zu experimentieren und zu erwarten. Dadurch ging viel von der Musik verloren, die eigentlich da war.“ Als Tontechniker verantwortlich zeichneten „Bob & Betty“ – der der Band seit den Anfangsjahren verbundene Tontechniker Bob Matthews und die Live-Aufnahmetechnikerin der Grateful Dead, Betty Cantor-Jackson.
Aus diesem Grund überarbeiteten Garcia und Lesh 1971 das Album, entfernten Originalsongs und Songpassagen und veröffentlichten das Album als Neuauflage. Die Originaltracks des 69er-Albums sind somit kaum noch erhältlich, da auch die CD-Version von 2001 (bzw. 2003) auf dem 1971er-Album beruht.
Mit dem Album Aoxomoxoa sind viele Premieren der Band verbunden. Es war das erste Album, das sie ausschließlich in Tonstudios in der Nähe ihrer Heimatstadt San Francisco aufnahm; im Pacific Recording Studio bei San Mateo und im Pacific High Recording Studio direkt in San Francisco. Es ist das erste Album, bei dem Tom Constanten als festes Bandmitglied mitspielte. Robert Hunter arbeitete nur als offizieller Songwriter für die Band und mit Garcia bis zu dessen Tod zusammen. Zum ersten Mal wurde ein Schwerpunkt auf akustische Songs wie Mountains of the Moon und Dupree's Diamond Blues gelegt. Somit musste Lesh zum ersten Mal einen akustischen Bass spielen, was er mit dem Spielen einer Violine verglich, da dieser keine Bünde für die Finger hat.
Die lange Aufnahmezeit machte das Album zum teuersten und ambitioniertesten von Warner Bros. Records zu dieser Zeit. Die Kosten wurden mit 180.000 US-Dollar angegeben, was das Album zum teuersten Album der Band überhaupt macht.
Obwohl das Album mit Doin' That Rag, Dupree's Diamond Blues und Cosmic Charlie einige Klassiker der Band enthält, wurden nur drei Songs in das Live-Repertoire aufgenommen: China Cat Sunflowers und The Eleven als Medley und St. Stephen. The Eleven wurde später von I Know U Rider ersetzt. Das Album selbst wurde als kreativ, aber kommerziell unzulänglich angesehen. Viele Deadheads (Fans von Grateful Dead) bezeichnen das Album als experimentellen Höhepunkt der Band. Rolling Stone schrieb, dass kein Album einen Lebensstil derart feinfühlig, liebevoll und lebensecht unterstütze.
2001 wurde eine überarbeitete Version der acht Lieder und vier weitere von Rhino Records für das Boxset The Golden Road (1965–1973) auf den Markt gebracht, die dann auch 2003 als einzelne CD veröffentlicht wurde.

## Erfolge
In den Billboard Charts kam das Album auf Platz 73. Am 13. März 1997 erreichte das Album den Goldstatus.
Die Musikzeitschrift Rolling Stone wählte 1991 das von Rick Griffin gestaltete Cover von Aoxomoxoa als das achtbeste Albencover aller Zeiten.

## Trivia
Das Album sollte eigentlich mit Earthquake Country betitelt werden, bevor sich Rick Griffin, Entwickler des Covers, und Robert Hunter für das Palindrom Aoxomoxoa entschieden.
Auf der Audiobiografie Living with the Dead von Rock Scully, Manager der Band, wird der Titel „OX-OH-MOX-OH-AH“ ausgesprochen.
Die Songs China Cat Sunflower und The Eleven schrieb Hunter unter LSD-Einfluss, als er noch kein vollständiges Mitglied der Band war. Insbesondere China Cat Sunflower wurde von Lewis Carrolls Alice im Wunderland und den Werken von Edith Sitwell beeinflusst.
Alan Moore verwendete ein Aoxomoxoa-Poster in seiner Comic-Reihe Watchmen (#5, Seite 7, Bild 6).
Der Protagonist aus dem Buch Bold as Love der englischen Fantasy- und Science-Fiction-Schriftstellerin Gwyneth Jones nutzt Aoxomoxoa als Künstlernamen. Im nächsten Buch Castles Made of Sand wird aufgeklärt, dass er ein Deadhead ist.

## Titelliste
Soweit nicht anders vermerkt, wurden alle Songs von Garcia und Hunter geschrieben.

### 1969 LP
1. St. Stephen (Jerry García, Robert Hunter, Phil Lesh) – 4:26
2. Dupree's Diamond Blues – 3:32
3. Rosemary – 1:58
4. Doin' That Rag – 4:41
5. Mountains of the Moon – 4:02
6. China Cat Sunflower – 3:40
7. What's Become of the Baby – 8:12
8. Cosmic Charlie – 5:29

### 2003 CD
1. St. Stephen (Jerry García, Robert Hunter, Phil Lesh) – 4:26
2. Dupree's Diamond Blues – 3:32
3. Rosemary – 1:58
4. Doin' That Rag – 4:41
5. Mountains of the Moon – 4:02
6. China Cat Sunflower – 3:40
7. What's Become Of The Baby – 8:12
8. Cosmic Charlie – 5:29
9. Clementine Jam (Grateful Dead) – 10:46
10. Nobody's Spoonful Jam (Grateful Dead) – 10:04
11. The Eleven Jam (Grateful Dead) – 15:00
12. Cosmic Charlie – 6:47